# 안기원
안기원(? ~ ?)은 대한민국의 교육자이다.

## 학력
- 서울대학교 공학 학사
- 서울대학교 대학원 공학 석사
- 서울대학교 대학원 공학 박사

## 경력
- 경상대학교 토목공학과 교수

## 서훈
- 옥조근정훈장
- 녹조근정훈장

## 가족
- 아들 유연석